# Selenogorski (Kemerowo)
Selenogorski (russisch Зеленого́рский) ist eine Siedlung städtischen Typs in der Oblast Kemerowo in Russland mit 5175 Einwohnern (Stand 14. Oktober 2010).

## Geographie
Der Ort liegt knapp 70 km Luftlinie südöstlich des Oblastverwaltungszentrums Kemerowo am nordöstlichen Rand des Kusnezker Beckens (Kusbass), unweit des linken, hohen Ufers des Flusses Tom.
Selenogorski gehört zum Rajon Krapiwinski und befindet sich knapp 10 km östlich von dessen Verwaltungszentrum, der Siedlung städtischen Typs Krapiwinski. Es ist Sitz und einzige Ortschaft der Stadtgemeinde Selenogorskoje gorodskoje posselenije.

## Geschichte
Der Ort entstand 1975 im Zusammenhang mit dem Baubeginn einer Talsperre an der Tom knapp fünf Kilometer östlich (flussaufwärts), mit geplantem Wasserkraftwerk Krapiwinskaja GES. Kurzzeitig war die Bezeichnung Pionerny (von russisch pioner für „Pionier“) in Gebrauch, bevor im November 1976 der heutige Ortsname offiziell wurde, etwa „Grünberg(-Siedlung)“. 1977 wurde der von Plattenbauten geprägten Ortschaft der Status einer Siedlung städtischen Typs verliehen.
Mit Beschluss der Oblastverwaltung vom August 1989 wurde der Weiterbau des Staudamms vorrangig aus ökologischen Gründen zunächst unterbrochen, 1991 dann jegliche Arbeiten an dem Objekt eingestellt. Zu diesem Zeitpunkt waren sie bereits relativ weit fortgeschritten. Bis heute (Stand 2018) ist eine Wiederaufnahme des Baus immer wieder im Gespräch.

### Bevölkerungsentwicklung
| Jahr | Einwohner |
| ---- | --------- |
| 1979 | 2753      |
| 1989 | 6451      |
| 2002 | 5382      |
| 2010 | 5175      |

Anmerkung: Volkszählungsdaten

## Verkehr
Selenogorski ist über die Regionalstraße 32K-115 nach Krapiwinski an das Straßennetz angeschlossen; von dort führt sie weiter als 32K-107, die 30 km westlich beim Dorf Panfilowo an die 32R-67 Nowosibirsk – Leninsk-Kusnezki – Kemerowo anschließt, sowie in der Nähe auch an die 32K-593, den bislang fertiggestellten Teilabschnitt der Autobahn durch das Kusbass aus Richtung Kemerowo.
Die nächstgelegene Bahnstation befindet sich weitere 30 km von Panfilowo in südwestlicher Richtung entfernt in Leninsk-Kusnezki an der Strecke Jurga – Topki – Nowokusnezk – Taschtagol.